# Bradypodion
Bradypodion es un género de la familia Chamaeleonidae, y en él se incluyen una serie de especies de camaleones autóctonos del sureste de África.

## Especies
- Bradypodion adolfifriderici
- Bradypodion caffrum
- Bradypodion carpenteri
- Bradypodion damaranum
- Bradypodion dracomontanum
- Bradypodion excubitor
- Bradypodion fischeri
- Bradypodion gutturale
- Bradypodion karrooicum
- Bradypodion melanocephalum
- Bradypodion mlanjense
- Bradypodion nemorale
- Bradypodion occidentale
- Bradypodion oxyrhinum
- Bradypodion pumilum
- Bradypodion setaroi
- Bradypodion spinosum
- Bradypodion taeniabronchum
- Bradypodion tavetanum
- Bradypodion tenue
- Bradypodion thamnobates
- Bradypodion transvaalense
- Bradypodion uthmoelleri
- Bradypodion ventrale
- Bradypodion xenorhinum